# والتر گیمارائینس
والتر گیمارائینس (پرتغالی: Wálter Guimarães; ۱۷ مهٔ ۱۹۱۳ – ۲۱ فوریهٔ ۱۹۷۹) بازیکن فوتبال اهل برزیل بود.
از باشگاه‌هایی که در آن بازی کرده‌است می‌توان به باشگاه فوتبال فلامینگو و باشگاه فوتبال بوتافوگو اشاره کرد.
وی همچنین در تیم ملی فوتبال برزیل بازی کرده‌است.